# Dard ros
El dard ros (Ochlodes sylvanus) és una espècie de lepidòpter papilionoïdeu de la família dels hespèrids (Hesperiidae) present als Països Catalans.

## Taxonomia
Durant molt de temps aquesta espècie es va conèixer com a Ochlodes venatus, però actualment aquesta darrera es considera un tàxon germà d'Ochlodes sylvanus i la seva distribució està limitada a l'extrem est d'Àsia.
Segons la normativa del Codi Internacional de Nomenclatura Zoològica, el nom original del dard ros, Papilio sylvanus, no és vàlid per ser un homònim de la papallona actualment coneguda com a Anthene sylvanus (Drury, 1773). Tot i això, una decisió de la Comissió Internacional de Nomenclatura Zoològica (ICZN) l'any 2000 va optar per conservar-ne el nom.

## Distribució
Present a gran part d'Europa, des de la península Ibèrica, sud de la península Itàlica i sud de Grècia fins als 64°N a Escandinàvia i Finlàndia. També present a l'Àsia temperada des de Turquia fins a Mongòlia, Corea i l'Extrem Orient Rus (Sakhalín). Absent de les principals illes mediterrànies, excepte Sicília i Corfú, mentre que a les illes Britàniques és absent d'Irlanda i Escòcia. A la península Ibèrica és comuna a la meitat nord, mentre que a la meitat sud és més rara i local, limitada a algunes localitats de muntanya. A Catalunya és comuna a la meitat nord, mentre que és rara o absent a la Depressió Central i a la meitat sud, on està restringida a zones muntanyoses.

## Descripció
Envergadura alar d'entre 27 i 32 mm. Lleuger dimorfisme sexual, en presentar el mascle un androconi a l'anvers de l'ala anterior. Anvers amb el fons ataronjat, una banda fosca prop del marge i les venes negres. Revers de l'ala anterior ataronjada, amb la base negra i diverses taques clares properes a la punta verd grisosa. Revers de l'ala posterior verdosa amb diverses taques grogoses o ataronjades.

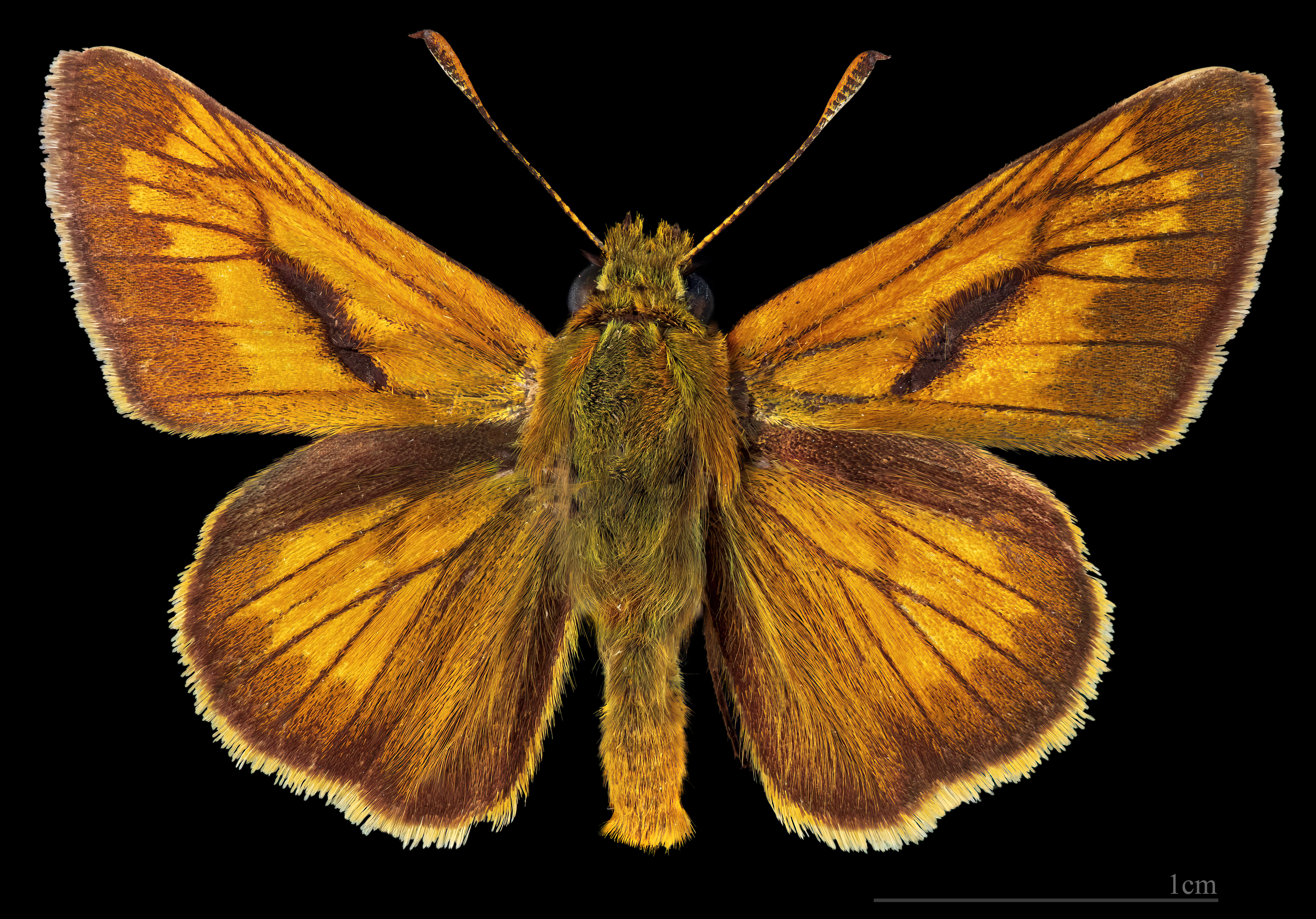
♂
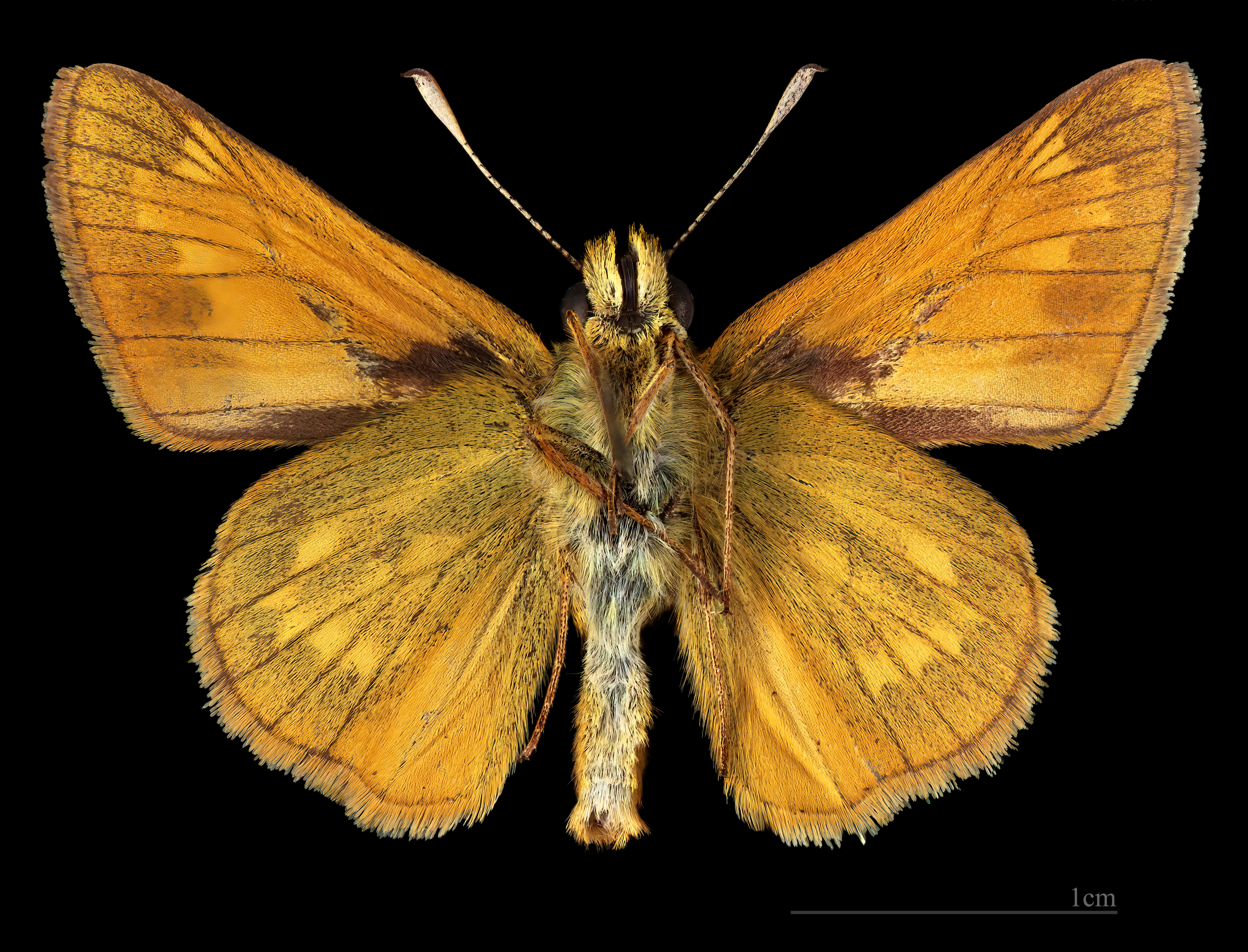
♂ △

## Hàbitat
Llocs oberts i semioberts diversos, com ara prats, vores de pistes i carreteres, clarianes, erms, riberes, parcs i jardins, etc. Sovint en llocs humits amb abundància de falgueres. Rang altitudinal des del nivell del mar fins als 1800 m. L'eruga s'alimenta de diverses gramínies, com ara Dactylis glomerata, Molinia caerulea, Brachypodium, Poa, Festuca, Bromus, Lolium perenne, Holcus lanatus, entre d'altres.

## Període de vol i hibernació
Generalment vola en una generació entre juny i agost, tot i que també s'ha registrat dues generacions a la península Ibèrica, la primera entre finals d'abril i finals de juny i la segona entre agost i octubre. Hiverna com a eruga.

## Comportament i particularitats biològiques
Els mascles són molt territorials i vigilen el seu territori des de gramínies altes en marges de camins i prats o clarianes de bosc. Les femelles ponen els ous individualment al revers de les fulles de les seves plantes nutrícies.

## Espècies ibèriques similars
- Daurat fosc (Thymelicus acteon)
- Daurat de punta negra (Thymelicus lineola)
- Daurat de punta taronja (Thymelicus sylvestris)

## Galeria

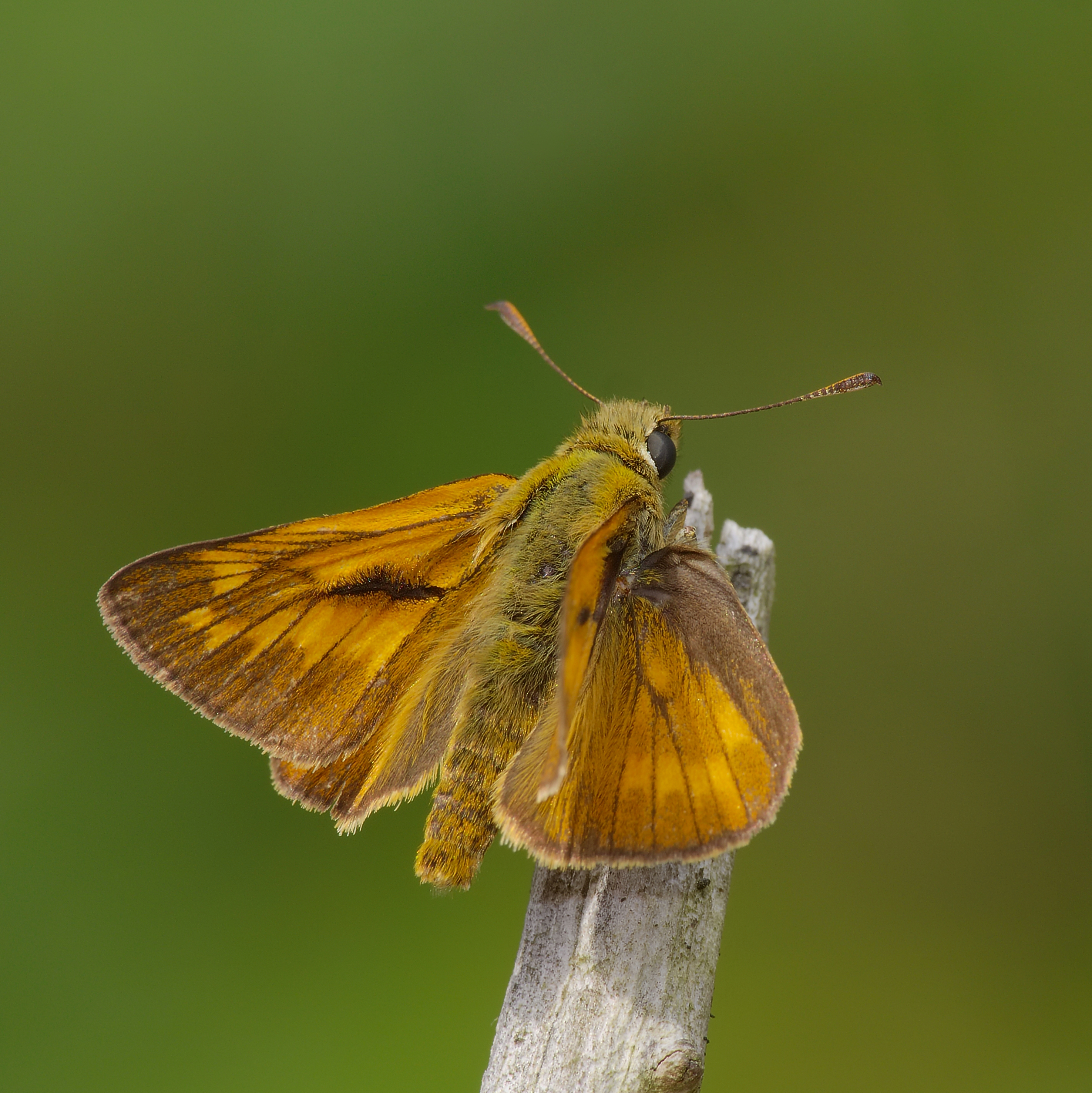
Anvers d'un mascle
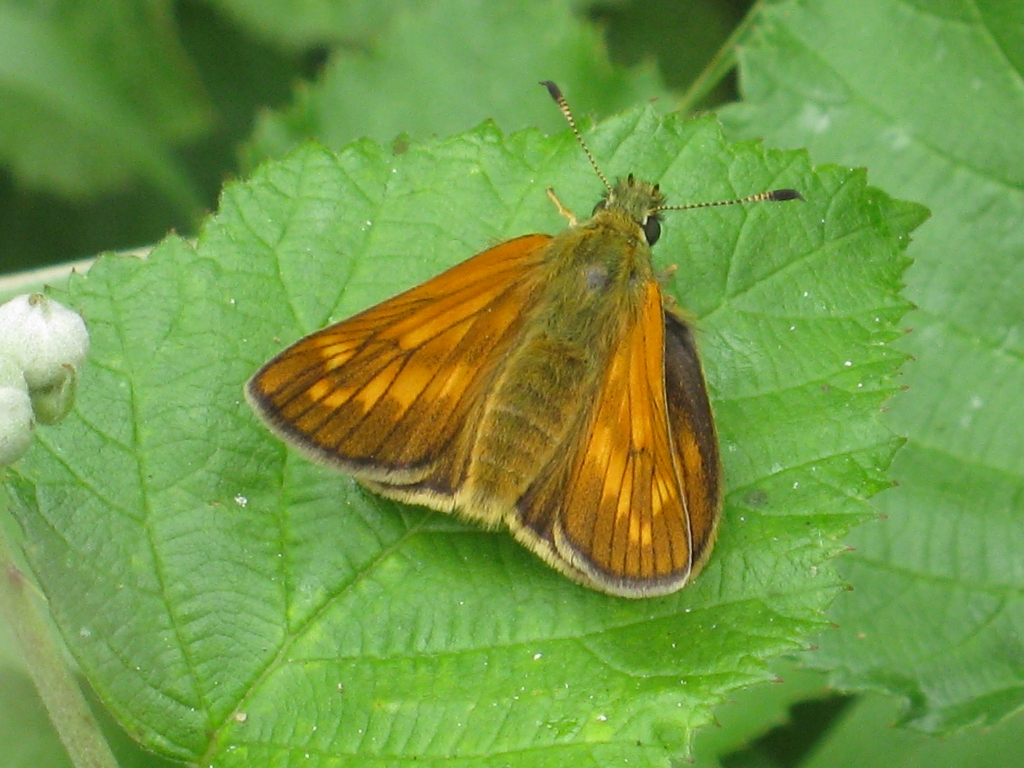
Anvers d'una femella
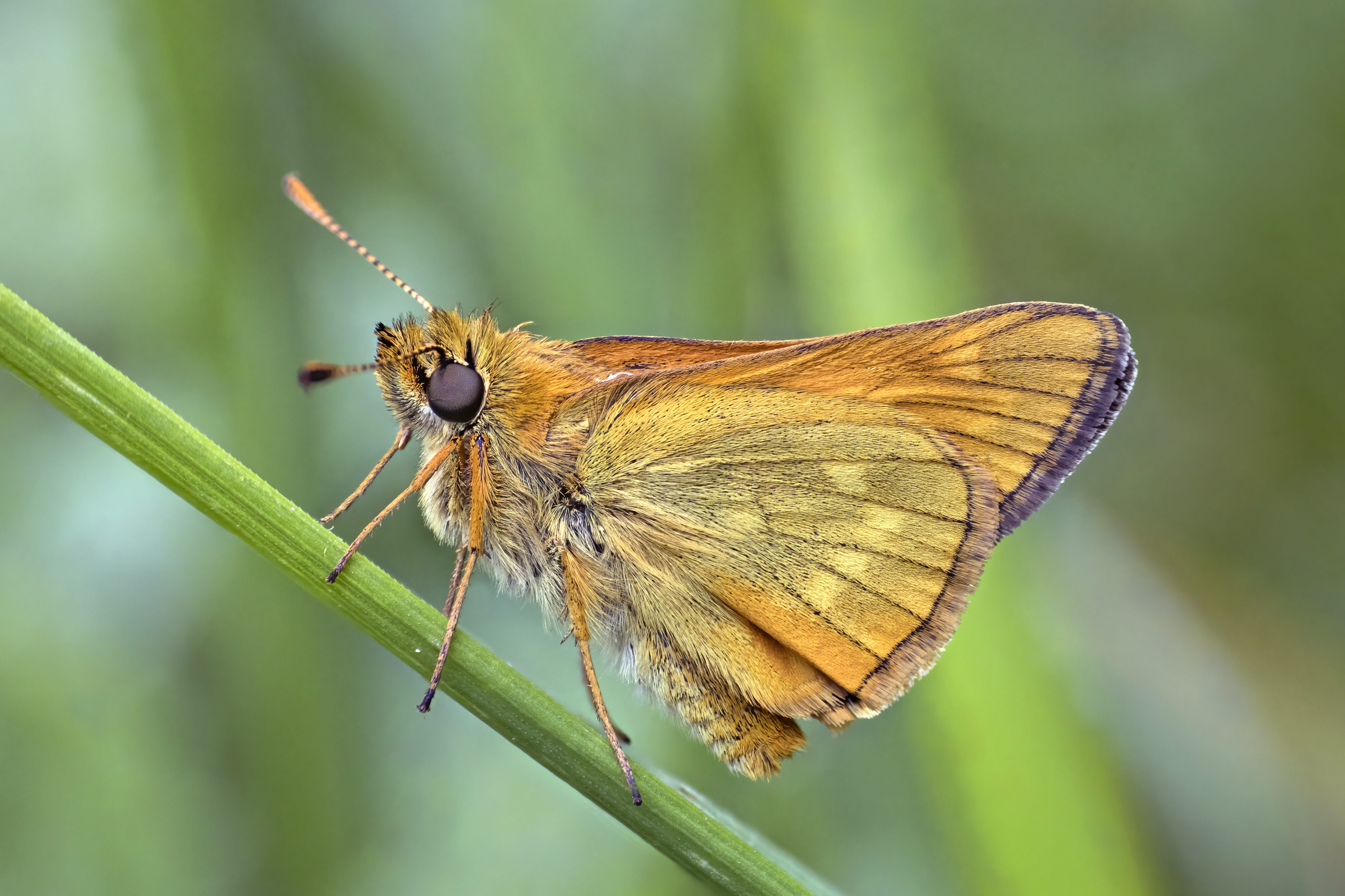
Revers d'un adult
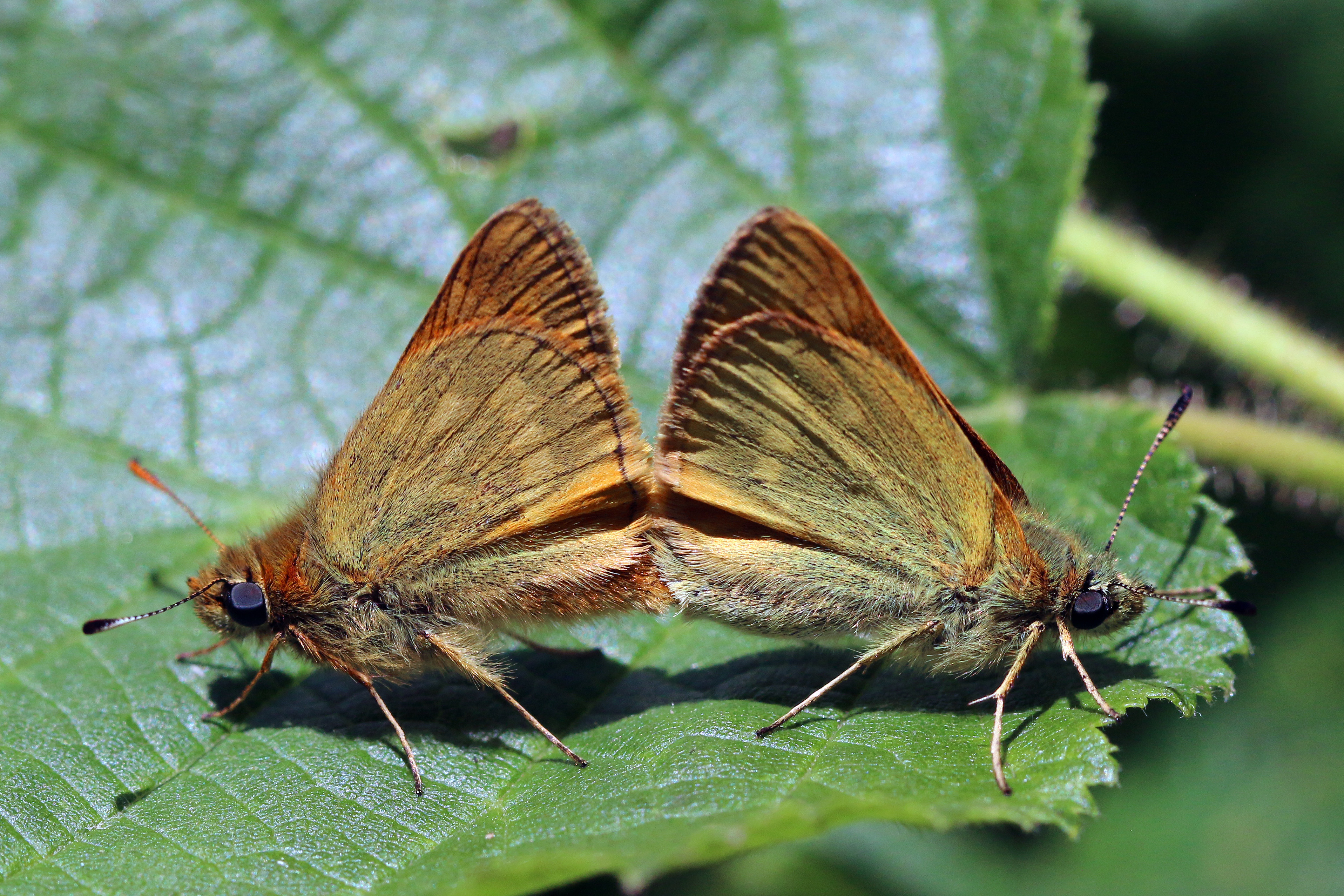
Aparellament
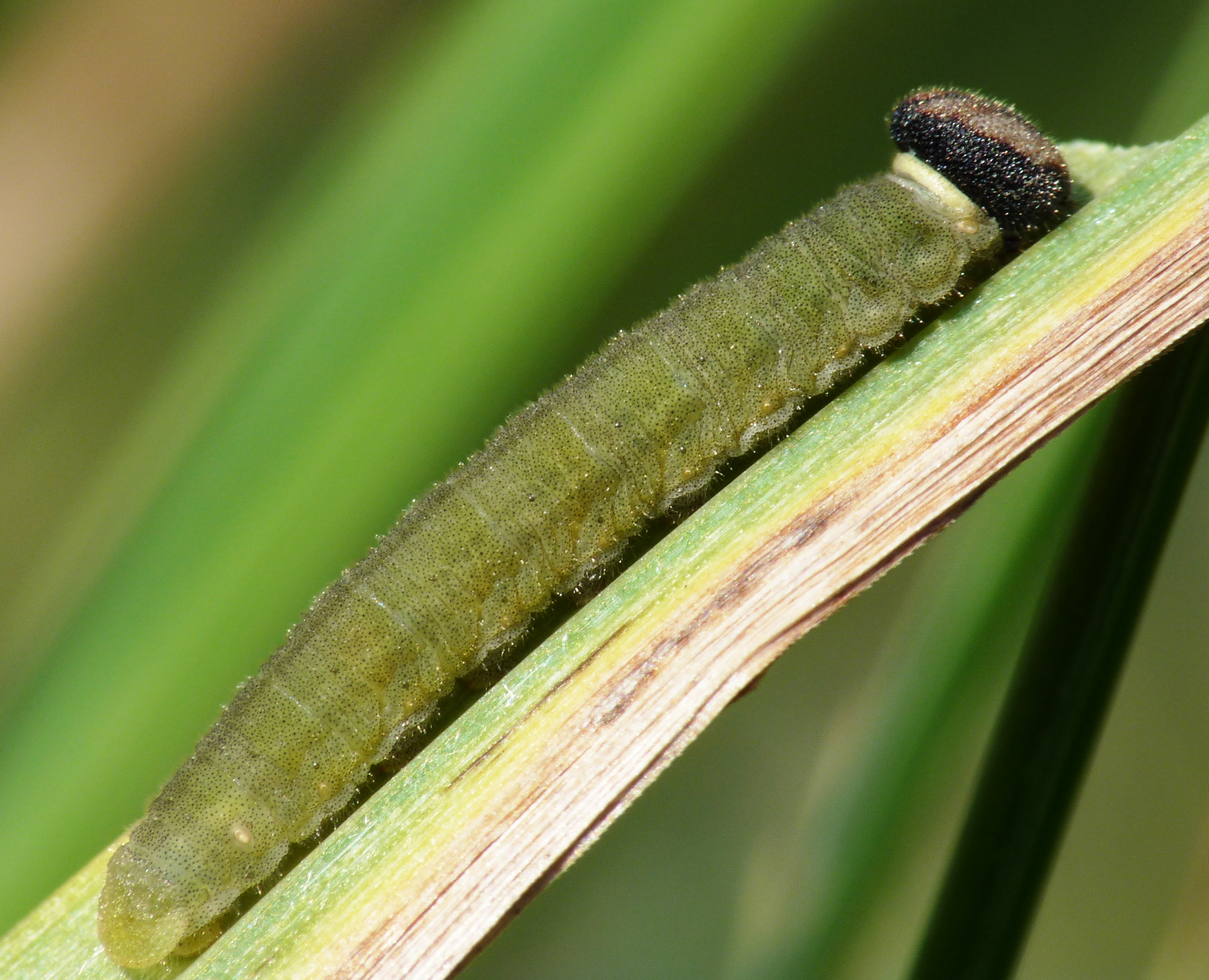
Eruga